# Ostrowsko (Nowy Targ)
Ostrowsko ist eine Ortschaft mit einem Schulzenamt der Landgemeinde Nowy Targ im Powiat Nowotarski der Woiwodschaft Kleinpolen in Polen.

## Geographie
Der Ort liegt unter den Gorcen auf dem Weg zwischen Nowy Targ und Krościenko nad Dunajcem. Die Bebauung ist zusammengewachsen mit Waksmund im Westen.

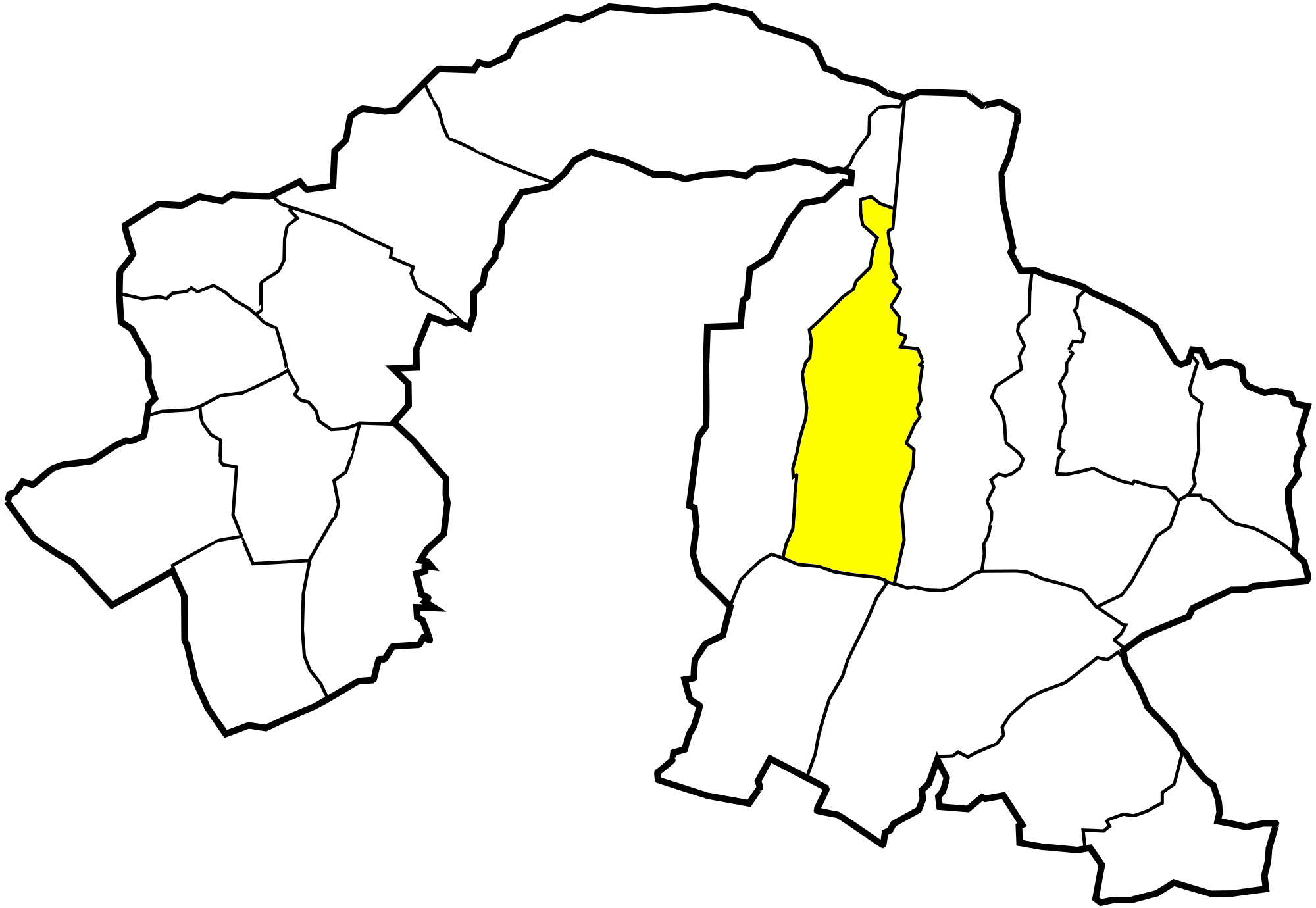
Dorf in der Gemeinde
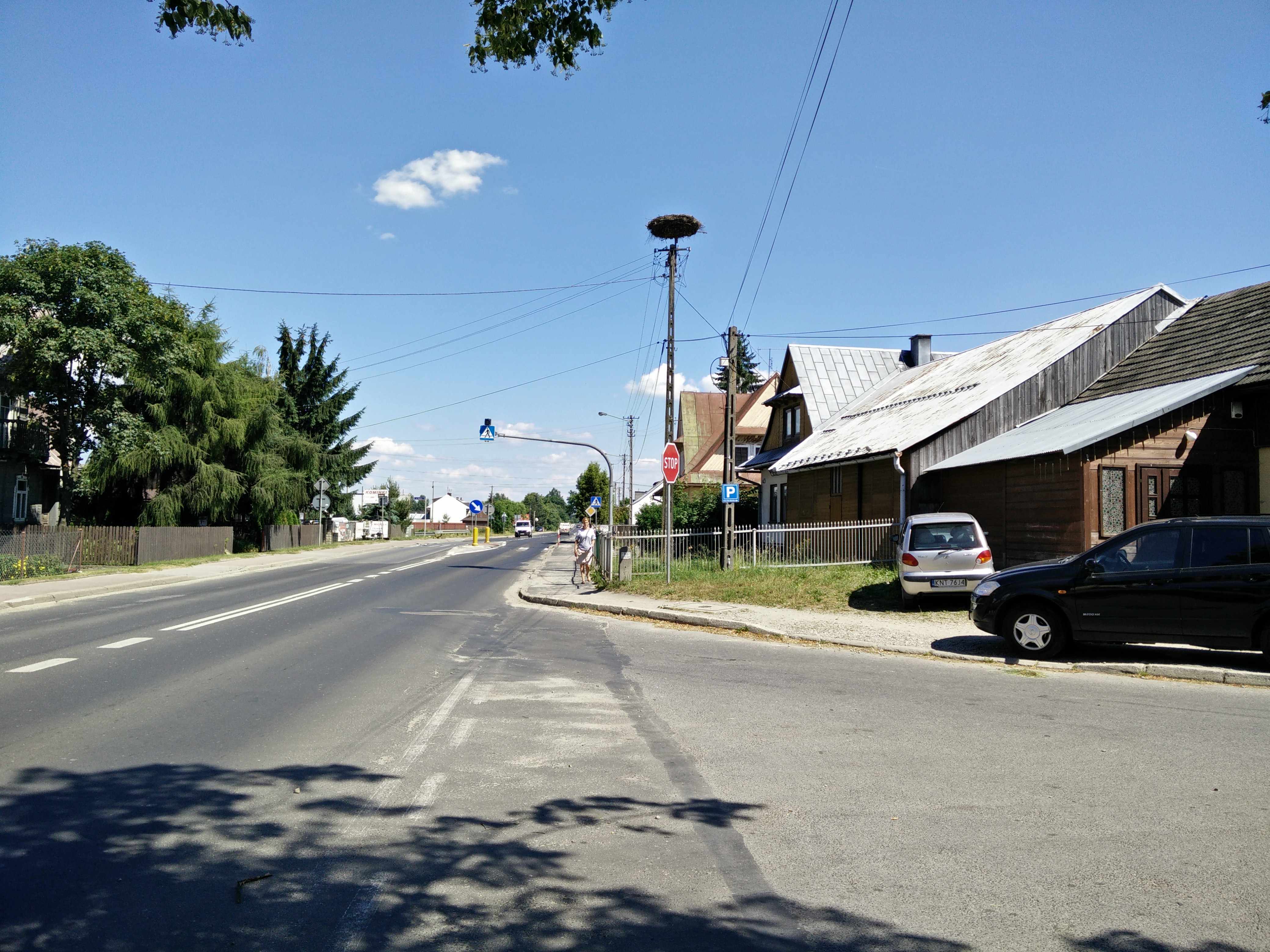
Ostrowsko

## Geschichte
Zunächst wurde die römisch-katholische Pfarrei im Jahr 1350 als Phyfer im Dekanat de Longo Campo erwähnt. Der Ort wurde im Jahre 1406 als ein Dorf mit einem Schultheiß, Kneipe und primitiven Fleischereien erwähnt. Die ursprüngliche Bebauung entsprach dem Typ des Haufendorfs (wielodrożnica), aber die Einwohner waren Schäfer.
Das Dorf gehörte zunächst zum Königreich Polen (ab 1569 in der Adelsrepublik Polen-Litauen), Woiwodschaft Krakau, Kreis Sącz. Bei der ersten Teilung Polens kam das Dorf 1772 zum neuen Königreich Galizien und Lodomerien des habsburgischen Kaiserreichs (ab 1804). Ab dem Jahr 1855 gehörte es zum Bezirk Nowy Targ.
1918, nach dem Ende des Ersten Weltkriegs und dem Zusammenbruch der k.u.k. Monarchie, kam Ostrowsko zu Polen. Unterbrochen wurde dies nur durch die Besetzung Polens durch die Wehrmacht im Zweiten Weltkrieg. Von 1975 bis 1998 gehörte Ostrowsko zur Woiwodschaft Nowy Sącz.